# Coppa delle Coppe 1988-1989 (pallacanestro maschile)
La Coppa delle Coppe 1988-1989 di pallacanestro maschile venne vinta dal Real Madrid.

## Risultati

### Primo turno
| Squadra 1       | Totale    | Squadra 2          | Andata  | Ritorno |
| --------------- | --------- | ------------------ | ------- | ------- |
| Achilleas       | 151 - 201 | Oroszlányi Bányász | 76-86   | 75-115  |
| Hageby          | 193 - 201 | UU-Korihait        | 100-113 | 93-88   |
| T71 Dudelange   | 104 - 188 | Miniware Weert     | 64-94   | 40-94   |
| Porto           | 195 - 222 | Pully              | 82-108  | 113-114 |
| Çukurova Sanayi | 148-151   | CSKA Sofia         | 80-74   | 68-77   |

### Ottavi di finale
| Squadra 1          | Totale    | Squadra 2          | Andata  | Ritorno |
| ------------------ | --------- | ------------------ | ------- | ------- |
| Oroszlányi Bányász | 146 - 169 | Hapoel Galil Elyon | 69-70   | 77-99   |
| UU-Korihait        | 156 - 162 | Steiner Bayreuth   | 76-80   | 80-82   |
| Miniware Weert     | 117 - 136 | Pitch Cholet       | 75-56   | 42-80   |
| Pully              | 168 - 173 | AEK Atene          | 113-100 | 55-73   |
| CSKA Sofia         | 154 - 187 | Snaidero Caserta   | 74-84   | 80-103  |
| Žalgiris Kaunas    | 207 - 170 | Maccabi Bruxelles  | 108-71  | 99-99   |
| Glasgow Rangers    | 180 - 250 | Real Madrid        | 89-116  | 91-134  |
| Scholl Wels        | 148 - 207 | Cibona Zagabria    | 71-97   | 77-110  |

### Quarti di finale

#### Gruppo A
|    | Squadra            | G | V | P | PF  | PS  | Dif | P.ti |
| -- | ------------------ | - | - | - | --- | --- | --- | ---- |
| 1. | Real Madrid        | 6 | 5 | 1 | 550 | 506 | +44 | 11   |
| 2. | Snaidero Caserta   | 6 | 3 | 3 | 539 | 547 | -8  | 9    |
| 3. | Hapoel Galil Elyon | 6 | 2 | 4 | 516 | 538 | -22 | 8    |
| 4. | Pitch Cholet       | 6 | 2 | 4 | 461 | 475 | -14 | 8    |

#### Gruppo B
|    | Squadra          | G | V | P | PF  | PS  | Dif | P.ti |
| -- | ---------------- | - | - | - | --- | --- | --- | ---- |
| 1. | Žalgiris Kaunas  | 6 | 4 | 2 | 627 | 569 | +58 | 10   |
| 2. | Cibona Zagabria  | 6 | 4 | 2 | 573 | 553 | +20 | 10   |
| 3. | Steiner Bayreuth | 6 | 2 | 4 | 516 | 569 | -53 | 8    |
| 4. | AEK Atene        | 6 | 2 | 4 | 538 | 563 | -25 | 8    |

|  | Qualificate alle semifinali |
|  | Eliminata                   |

### Semifinali
| Squadra 1       | Totale    | Squadra 2        | Andata | Ritorno |
| --------------- | --------- | ---------------- | ------ | ------- |
| Žalgiris Kaunas | 170 - 178 | Snaidero Caserta | 86-80  | 84-98   |
| Cibona Zagabria | 188 - 211 | Real Madrid      | 91-92  | 97-119  |

### Finale
| Squadra 1   | Risultato    | Squadra 2        |
| ----------- | ------------ | ---------------- |
| Real Madrid | 117 - 113dts | Snaidero Caserta |

| Coppa delle Coppe 1988-1989 |
| --------------------------- |
| Real Madrid 2º titolo       |

## Formazione vincitrice
| N° | Naz.                   | Ruolo | Sportivo             |  | Alt. |  |
| -- | ---------------------- | ----- | -------------------- |  | ---- |  |
| 4  | Spagna (bandiera)      | P     | José Luis Llorente   |  |      |  |
| 5  | Jugoslavia (bandiera)  | G     | Dražen Petrović      |  |      |  |
| 6  | Spagna (bandiera)      | C     | Fernando Romay       |  |      |  |
| 7  | Spagna (bandiera)      | AP    | José Biriukov        |  |      |  |
| 8  | Spagna (bandiera)      | A     | Miguel Ángel Cabral  |  |      |  |
| 9  | Spagna (bandiera)      | A     | Carlos García Ribas  |  |      |  |
| 10 | Spagna (bandiera)      | AC    | Fernando Martín      |  |      |  |
| 11 | Spagna (bandiera)      | P     | Javier Pérez Iniesta |  |      |  |
| 12 | Spagna (bandiera)      | AP    | Enrique Villalobos   |  |      |  |
| 13 | Spagna (bandiera)      | AG    | Pep Cargol           |  |      |  |
| 14 | Stati Uniti (bandiera) | AG    | Johnny Rogers        |  |      |  |
| 15 | Spagna (bandiera)      | C     | Antonio Martín       |  |      |  |
|    | Spagna (bandiera)      | All.  | Lolo Sainz           |  |      |  |